# Smilno
Smilno (bis 1927 slowakisch Šmilnô; ungarisch Szemelnye – bis 1907 Smilnó) ist eine Gemeinde im Osten der Slowakei mit 691 Einwohnern (Stand 31. Dezember 2024). Sie gehört zum Okres Bardejov, einem Kreis des Prešovský kraj, und wird zur traditionellen Landschaft Šariš gezählt.

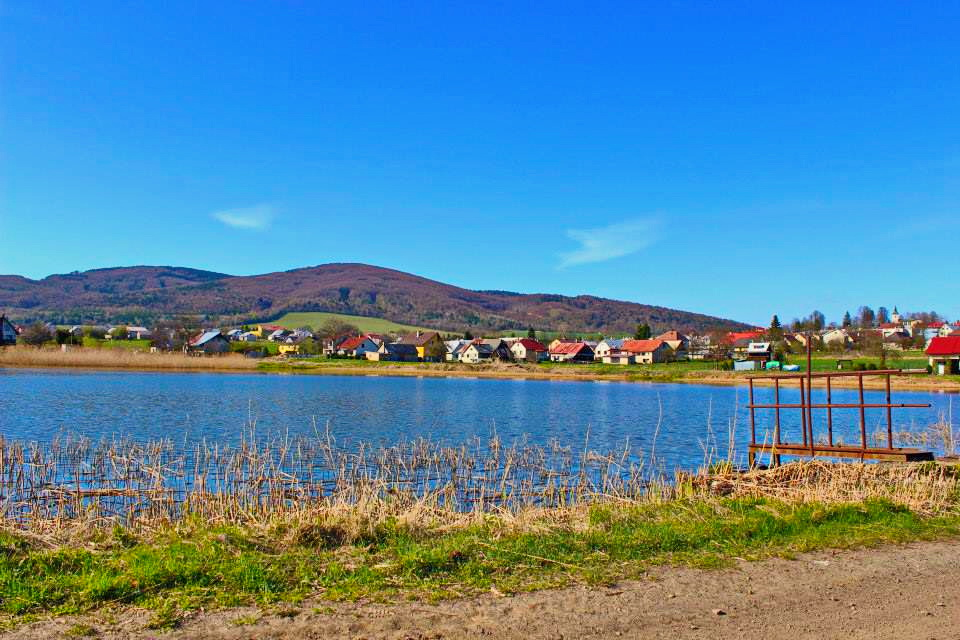

## Geographie
Die Gemeinde befindet sich am nördlichen Ende des Berglandes Ondavská vrchovina innerhalb der Niederen Beskiden im Quellbereich des Flusses Ondava, nahe der Grenze zu Polen. Nördlich des Ortes erhebt sich der „Hausberg“ Smilniansky vrch (749 m n.m.) Das Ortszentrum liegt auf einer Höhe von 447 m n.m. und ist 13 Kilometer von Bardejov entfernt.
Nachbargemeinden sind Becherov im Norden, Jedlinka im Nordosten, Mikulášová im Osten, Cigla im Südosten, Šarišské Čierne im Süden, Zborov im Westen und Chmeľová im Nordwesten.

## Geschichte
Smilno wurde zum ersten Mal 1250 als Zemelnye schriftlich erwähnt und war damals Besitz der Familie Aba, bevor es 1269 zu den Tekules kam. Für die folgenden 95 Jahre war Smilno Sitz eines Herrschaftsguts, das insgesamt zehn Dörfer umfasste; 1364 wurde es zum Teil des Herrschaftsguts von Makovica, das vom Adelsgeschlecht Czudar beherrscht war. 1427 sind insgesamt 45 Porta verzeichnet, was zu dieser Zeit einem großen Dorf entsprach. Doch zur Mitte des 15. Jahrhunderts bewirtschafteten nur 24 Haushalte die Ackerböden und 1492 sogar nur zehn.
Auch Smilno wurde durch Landesausbau des 16. Jahrhunderts und anschließend Zuzug von Untertanen-Familien geprägt. 1711 kam es zu einer Massenflucht der Einwohner. 1787 hatte die Ortschaft 97 Häuser und 556 Einwohner, 1828 zählte man 124 Häuser und 903 Einwohner, die von Landwirtschaft und Tabakhandel lebten. Während des Ersten Weltkriegs war die Gegend Schauplatz von mehreren Gefechten und auch Smilno wurde in Mitleidenschaft gezogen.
Bis 1918 gehörte der im Komitat Scharosch liegende Ort zum Königreich Ungarn und kam danach zur Tschechoslowakei beziehungsweise heute Slowakei.

## Bevölkerung
| Jahr                | 1994 | 2004    | 2014    | 2024    |
| ------------------- | ---- | ------- | ------- | ------- |
| Anzahl der Personen | 725  | 713     | 706     | 691     |
| Unterschied         |      | −1,65 % | −0,98 % | −2,12 % |

| Jahr                | 2023 | 2024    |
| ------------------- | ---- | ------- |
| Anzahl der Personen | 689  | 691     |
| Unterschied         |      | +0,29 % |

Gemäß der Volkszählung 2011 wohnten in Smilno 712 Einwohner, davon 687 Slowaken, 4 Russinen, 2 Tschechen und 1 Ukrainer. 18 Einwohner machten diesbezüglich keine Angabe. 645 Einwohner bekannten sich zur römisch-katholischen Kirche, 32 Einwohner zur griechisch-katholischen Kirche, 6 Einwohner zur orthodoxen Kirche und 1 Einwohner zur evangelischen Kirche A. B. 8 Einwohner waren konfessionslos und bei 20 Einwohnern wurde die Konfession nicht ermittelt.

## Bauwerke
- Römisch-katholische Stephanskirche, ursprünglich im 13. Jahrhundert im gotischen Stil errichtet, 1764 barockisiert. Die heutige Kirche wurde 1982–84 gebaut.

## Verkehr
Smilno liegt an der Straße 1. Ordnung 77 zwischen Bardejov und Svidník. Der nächste Bahnanschluss ist in Bardejov an der Bahnstrecke Kapušany pri Prešove–Bardejov.